# Stefan Petermann
Stefan Petermann (* 5. Dezember 1978 in Werdau, DDR) ist ein deutscher Autor.

## Leben und Schaffen
Petermann wuchs in Werdau auf. Nach seinem Zivildienst begann er ein Studium der Mediengestaltung an der Bauhaus-Universität in Weimar. 2005 erhielt er ein Diplom. Er lebt in Weimar.
Ende 2009 erschien sein Debüt Der Schlaf und das Flüstern im Hamburger Asphalt & anders Verlag. Der Roman erzählt zwei Lebensgeschichten in der Tradition des magischen Realismus. Petermann hat verschiedene Auszeichnungen für seine Kurzgeschichten erhalten, u. a. den Publikumspreis des 14. MDR-Literaturpreis. 2012 entwickelte er im Rahmen der Bremer Netzresidenz mit Das Gegenteil von Henry Sy eine fiktive Biographie auf Facebook, die 2014 als gleichnamiger Roman erschien. Er war an mehreren Kunst- und Ausstellungsprojekten beteiligt, zuletzt gemeinsam mit der Filmemacherin Yvonne Andrä an Der Thüringer Blumenwurf.
Zwei seiner Erzählungen wurden verfilmt. Sowohl nebenan als auch Zitronenfalter, Halts Maul! wurden auf Festivals gezeigt und prämiert. Der Film Die Angst des Wolfs vor dem Wolf nach seinem gleichnamigen Gedicht erhielt 2016 auf dem Zebra Poetry Film Festival den „Ritter Sport Filmpreis“ im deutschsprachigen Wettbewerb.
Petermann ist Mitbegründer des Filmautorenkollektivs 1meter60 Film. 2015 war er Stadtschreiber von Wels. Er unterrichtet an der Bauhaus-Universität Weimar Kreatives Schreiben. Für die LiteraturEtage Weimar organisiert und moderiert er Lesungen, u. a. die Veranstaltungsreihe Was kommt nach Ostdeutschland? 

## Werke

### Romane, Erzählbände
- Der weiße Globus. Edition Muschelkalk, Wartburg Verlag, Weimar 2017. ISBN 978-3-861603-45-0 (Erzählband)

- Das Gegenteil von Henry Sy. asphalt & anders Verlag, Hamburg 2014. ISBN 978-3-941639-10-2 (Roman)

- Ausschau halten nach Tigern. asphalt & anders Verlag, Hamburg 2011. ISBN 978-3-941639-05-8 (Erzählband)

- Der Schlaf und das Flüstern. asphalt & anders Verlag, Hamburg 2009. ISBN 978-3-941639-02-7 (Roman)

### Reportagen, Bildbände
- Jenseits der Perlenkette. Eine Reise in die kleinsten Dörfer Thüringens. Zusammen mit Yvonne Andrä. Eckhaus Verlag, Weimar 2019. ISBN 978-3-945294-27-7 (Reportagenband)

### Herausgaben
- Die Fliege in der Zeit. Bauhaus Graphic Shorts. Literarische Gesellschaft Thüringen, Weimar 2019. ISBN 978-3-936305-57-9 (Bildband)

### Sonstige Veröffentlichungen
- Das letzte Buch. In: »Und seitab liegt die Stadt«: Zukunft, LCB 2022.[2]
- Mit Capote und Kunze in Wernshausen. In: Der Weg entsteht im Gehen, Weimarer Verlagsgesellschaft 2020.
- Trockenschwimmen. In: After I met you, I saw myself as another, Swiridoff Verlag 2017.
- Die Sommerfrische am Ende der Straße, Fiktiver Reisebericht, 2015.
- 24 Stunden Wels, Stadt Wels, 2015.
- „Kahle Meile“. In: Axt zum Frühstück. Anthologie, Neues Leben Verlag, 2012.
- „/watch?v=Rle9aVknnzb&“. In: Happy End. Anthologie, Neues Leben Verlag, 2011.
- „Schweineholger“. In: MDR-Literaturwettbewerb 2010. Anthologie, Rotbuch, 2010.
- „Hager“. In: Risse im Beton. Anthologie, Rotbuch, 2009.
- „Gefühlte Sicherheit“. In: Schau gen Horizont und lausche: Über Städte. Anthologie, Hamburg, asphalt & anders, 2009.
- „Außer Atmen“. In: Wortlaut 8. Verspielt Anthologie, Wien, Luftschacht, 2008.
- „Heiligendamm“. In: wehre dich nicht. Anthologie, 2008.
- „Was ich liebe“. In: Wortlaut 6. Lichter. Anthologie , Wien, 2006.

### Ausstellungen (Auswahl)
- Ars Ignis – Das weiße Archiv (Gruppenausstellung), kuratiert von Anna Talens,  Herzogin Anna Amalia Bibliothek Weimar, 2024[3]
- Im Land des Sein, Schloß Burgk, 2021
- Die ganze Wahrheit (Gruppenausstellung), ACC Galerie Weimar, 2021
- Coronamonate, Schloß Burgk, 2021[4]
- Landutensil, Jenaer Kunstverein, 2020
- Jenseits der Perlenkette, Thüringer Landtag, Erfurt, 2020
- Bauhaus Graphic Shorts, Stadtbücherei Weimar, 2019
- Sommerfrische (Gruppenausstellung), Galerie der Stadt Wels, 2015[5]

## Auszeichnungen
- Stipendium Kulturstiftung Thüringen 2024 (Projekt „Der Thüringer Blumenwurf“ mit Yvonne Andrä)[6]
- Stipendium Resilienzen (Projekt „Mindestnähe“ mit Nancy Hünger und Dana Berg)
- Thüringer Literaturstipendium Harald Gerlach 2020[7]
- Würth-Literaturpreis 2017 für den Text Trockenschwimmen
- Stipendium der Kulturstiftung Thüringen 2016
- Stadtschreiber Wels
- Aufenthaltsstipendium Kulturstiftung Rhein-Neckar-Kreis 2015
- Netzresidenz des Literaturhaus Bremen 2012
- Autorenstipendium des Landes Thüringen 2010
- MDR-Literaturpreis 2009, Publikumspreis und 3. Platz
- Eobanus-Hessus-Schreibwettbewerb 2007, 2009, 2010
- FM4 Kurzgeschichtenwettbewerb Wortlaut 2006, 2008
- Literaturforum Hessen – Thüringen 2004